# مربی فصل لیگ برتر انگلستان
مربی فصل لیگ برتر انگلستان (انگلیسی: Premier League Manager of the Season) یک جایزهٔ سالانهٔ انجمن فوتبال است که به بهترین مربی منتخب لیگ برتر فوتبال انگلستان اهدا می‌شود. برنده با ترکیبی از آراء انتخاب و جایزه از طرف حامی مالی لیگ برتر انگلستان، در هفتهٔ دوم یا سوم ماه مه میلادی داده‌می‌شود. این جایزه در فصل ۹۴–۱۹۹۳ توسط کارلینگ، حامی مالی لیگ ایجاد شد. برای اهداف حمایت مالی، از سال ۱۹۹۴ تا ۲۰۰۱، این جایزه، مربی فصل کارلینگ، از سال ۲۰۰۱ تا ۲۰۰۴، مربی فصل بارکلی کارد نام داشت و از سال ۲۰۰۴، مربی فصل بارکلیز نام دارد.
اولین مربی که توانست این جایزه را در سال ۱۹۹۴ کسب کند الکس فرگوسن، مربی منچستر یونایتد بود که توانست منچستر یونایتد را برای دومین فصل متوالی، قهرمان لیگ برتر انگلیس کند. آخرین دریافت‌کنندهٔ این جایزه پپ گواردیولا، مربی منچستر سیتی است که در سال ۲۰۲۱ این جایزه را دریافت کرد.
بیشترین تعداد عنوان را الکس فرگوسن به دست آورده‌است. او توانست در سال‌های ۱۹۹۴ تا ۲۰۱۳ که بازنشستگی خود از دنیای مربیگری را اعلام کرد، یازده بار این جایزه را کسب کند. آرسن ونگر اولین مربی غیر بریتانیایی بود که در سال ۱۹۹۸ برندهٔ این جایزه شد. وی توانست دو بار دیگر نیز این جایزه را به عنوان مربی آرسنال بگیرد. ژوزه مورینیو و پپ گواردیولا از مربیانی هستند که توانسته‌اند در کنار فرگوسن و ونگر، برای بیش از یک بار این عنوان را دریافت کنند. همچنین این دو مربی به همراه فرگوسن، از مربیانی هستند که این جایزه را در فصل‌های متوالی کسب کرده‌اند.
چهار مربی نیز بدون قهرمانی در آن فصل، عنوان بهترین مربی فصل را به دست آورده‌اند. جورج بارلی در فصل ۰۱–۲۰۰۰ هدایت تیم ایپسویچ تاون که از لیگ پایین‌تر به لیگ برتر صعود کرده‌بود را بر عهده داشت، توانست در پایان رقابت‌های فصل در رتبهٔ پنجم لیگ قرار بگیرد. هری ردنپ نیز که در فصل ۱۰–۲۰۰۹، مربی تاتنهام هاتسپر بود توانست این تیم را پس از بیست سال به جمع چهار تیم بالای جدول برساند. آلن پاردیو در فصل ۱۲–۲۰۱۱ هدایت تیم نیوکاسل یونایتد را بر عهده داشت. در پایان آن فصل، نیوکاسل در مقایسه با نه فصل پیش از آن، توانست لیگ را در بهترین رتبه به پایان برساند. تونی پولیس که فصل ۱۴–۲۰۱۳ مربی کریستال پالاس بود، توانست در پایان رقابت‌ها این تیم را از قعر جدول به رتبهٔ یازدهم برساند.

## تاریخچه
لیگ برتر فوتبال انگلستان در سال ۱۹۹۲ شکل گرفت؛ زمانی که اعضای لیگ دسته اول فوتبال انگلستان از لیگ فوتبال انصراف دادند. این باشگاه‌ها یک اتحادیهٔ مستقل تجاری را ایجاد کردند که مذاکرات مربوط به حق پخش و حامی مالی را خودش انجام می‌دهد. در فصل افتتاحیه، این لیگ حامی مالی نداشت تا زمانی که با کارلینگ، توافقی چهار ساله به ارزش ۱۲ میلیون پوند، برای فصل بعد حاصل شد. در همان فصل بود که کارلینگ، جوایز مربی ماه و مربی فصل را معرفی کرد. البته پیش از معرفی جایزهٔ مربی فصل، اتحادیهٔ سرمربیان فوتبال لیگ انگلستان نیز جایزه‌ای سالانه را اهدا می‌کرد.
اولین مربی که این جایزه را دریافت کرد، الکس فرگوسن بود که هدایت منچستر یونایتد را بر عهده داشت و این تیم توانست برای دومین فصل متوالی، قهرمان لیگ برتر شود. کنی دالگلیش جایزهٔ بهترین مربی فصل ۹۵–۱۹۹۴ را دریافت کرد. وی توانست در آن فصل، بلکبرن روورز را پس از ۸۰ سال به قهرمانی برساند. با وجود شکست برابر لیورپول در هفتهٔ پایانی، بلکبرن توانست قهرمان لیگ شود؛ چرا که منچستر یونایتد در همان روز نتوانست وستهام یونایتد را شکست دهد. منچستر یونایتد در فصل بعد با وجود رقابت نزدیک با نیوکاسل یونایتد توانست قهرمان لیگ شود. این قهرمانی در فصل فصل ۹۷–۱۹۹۶ نیز ادامه یافت و به این ترتیب فرگوسن به اولین مربی تبدیل شد که برای دو بار پیاپی این جایزه را دریافت می‌کند.

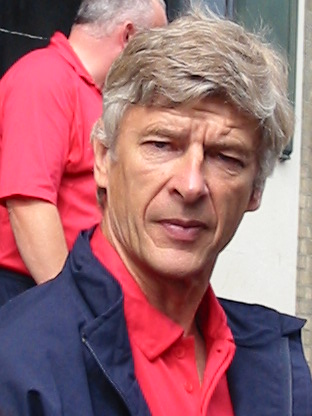
آرسن ونگر این جایزه را در سال‌های ۱۹۹۸، ۲۰۰۲ و ۲۰۰۴ به عنوان مربی آرسنال دریافت کرد.

آرسن ونگر اولین مربی غیر بریتانیایی بود که این جایزه را دریافت کرد. ونگر که از اکتبر ۱۹۹۶ به عنوان مربی آرسنال فعالیت داشت، پس از یک فصل کامل توانست این تیم را به قهرمانی برساند و در سال ۱۹۹۸ نیز جایزهٔ مربی فصل را دریافت کند. این دستاورد با توجه به اختلاف ۱۲ امتیازی آرسنال با منچستر یونایتد صدرنشین در مرحله‌ای از رقابت‌های لیگ قابل توجه است. پس از پایان فصل ۹۹–۱۹۹۸ و قهرمانی منچستر یونایتد، فرگوسن توانست پنجمین قهرمانی با این تیم را کسب کند و مربی فصل نیز شود. این باشگاه، تاتنهام هاتسپر را در هفتهٔ پایانی شکست داد و پنجمین عنوان قهرمانی لیگ برتر در مدت هفت سال به دست آمد. در همان فصل نیز فرگوسن توانست به همراه منچستر یونایتد سه‌گانه کسب کند که شامل لیگ داخلی، جام حذفی و لیگ قهرمانان اروپا می‌شود. در فصل ۲۰۰۰–۱۹۹۹ نیز منچستر یونایتد لیگ را در صدر جدول و با اختلاف ۱۸ امتیازی با آرسنال به پایان رساند و فرگوسن نیز با این دستاورد به عنوان مربی فصل لیگ انتخاب شد.
جورج بارلی، مربی ایپسویچ تاون در فصل ۰۱–۲۰۰۰ با وجود عدم قهرمانی در لیگ، برندهٔ این جایزه شد. ایپسویچ تاون که توانسته‌بود در آن فصل از لیگ دسته اول به لیگ برتر صعود کند، در پایان فصل در رتبهٔ پنجم قرار گرفت و به جام یوفا راه یافت. با این دستاورد، بارلی به اولین مربی تبدیل شد که بدون قهرمانی در لیگ توانست جایزهٔ مربی فصل را دریافت کند؛ با وجود دستاورد دیگر مربیان لیگ همچون فرگوسن که سومین قهرمانی پیاپی را به دست آورد و ژرار هولیه، سرمربی لیورپول که با این تیم سه‌گانهٔ جام حذفی، جام اتحادیه، جام خیریه و همچنین جام‌های اروپایی لیگ قهرمانان و سوپر جام را کسب کرد. ونگر با آرسنال در فصل ۰۲–۲۰۰۱ توانست قهرمان لیگ برتر شود؛ با سیزده پیروزی پیاپی در پایان فصل که باعث شد تا ونگر به این عنوان دست یابد. فرگوسن که توانست در پایان فصل ۰۳–۲۰۰۲ هشتمین قهرمانی خود در لیگ برتر را با مربیگری منچستر یونایتد کسب کند، این جایزه را دریافت کرد. عملکرد خوب آرسنال با مربیگری ونگر در فصل ۰۴–۲۰۰۳ باعث شد تا این تیم، بدون ثبت شکست در بازی‌های هفتگی بتواند قهرمان لیگ برتر فوتبال انگلستان شود. سخنگوی هیئت جوایز بارکلی‌کارد با توجه به موفقیت ونگر گفت: «ونگر شایستهٔ دریافت این جایزه است و تیمش را وارد کتاب‌های تاریخ کرده‌است. آرسنال در طول فصل، بازی هجومی هیجان‌انگیزی را ارائه کرد و شکست‌ناپذیری این تیم شاهکار بوده و ممکن است تا صد سال آینده تکرار نشود.»
در فصل ۰۵–۲۰۰۴، ژوزه مورینیو که هدایت چلسی را برعهده داشت توانست این تیم را پس از پنجاه سال به قهرمانی در لیگ برساند و همین موفقیت باعث شد تا به‌عنوان مربی فصل انتخاب شود. چلسی، فصل را با ۹۵ امتیاز که یک رکورد در لیگ است و فاصلهٔ ۱۲ امتیازی با آرسنالِ نایب‌قهرمان به پایان رساند. موفقیت مورینیو در فصل بعد نیز ادامه یافت و توانست یک بار دیگر چلسی را به قهرمانی لیگ برتر برساند. با این موفقیت، مورینیو جایزهٔ مربی فصل را دریافت کرد و به اولین مربی خارجی تبدیل شد که برای دو فصل پیاپی برندهٔ این جایزه می‌شود.

## برندگان

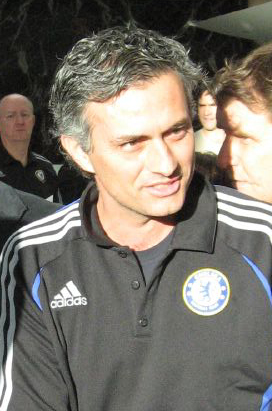
ژوزه مورینیو با چلسی، توانست برای سه بار این جایزه را دریافت کند.

| فصل       | مربی             | ملیت     | باشگاه          | منبع   |
| --------- | ---------------- | -------- | --------------- | ------ |
| ۹۴–۱۹۹۳   | الکس فرگوسن      | اسکاتلند | منچستر یونایتد  | [ ۲۶ ] |
| ۹۵–۱۹۹۴   | کنی دالگلیش      | اسکاتلند | بلکبرن روورز    | [ ۲۷ ] |
| ۹۶–۱۹۹۵   | الکس فرگوسن (۲)  | اسکاتلند | منچستر یونایتد  | [ ۲۶ ] |
| ۹۷–۱۹۹۶   | الکس فرگوسن (۳)  | اسکاتلند | منچستر یونایتد  | [ ۲۶ ] |
| ۹۸–۱۹۹۷   | آرسن ونگر        | فرانسه   | آرسنال          | [ ۲۸ ] |
| ۹۹–۱۹۹۸   | الکس فرگوسن (۴)  | اسکاتلند | منچستر یونایتد  | [ ۲۶ ] |
| ۲۰۰۰–۱۹۹۹ | الکس فرگوسن (۵)  | اسکاتلند | منچستر یونایتد  | [ ۲۶ ] |
| ۰۱–۲۰۰۰   | جورج بارلی       | اسکاتلند | ایپسویچ تاون    | [ ۴ ]  |
| ۰۲–۲۰۰۱   | آرسن ونگر (۲)    | فرانسه   | آرسنال          | [ ۲۸ ] |
| ۰۳–۲۰۰۲   | الکس فرگوسن (۶)  | اسکاتلند | منچستر یونایتد  | [ ۲۶ ] |
| ۰۴–۲۰۰۳   | آرسن ونگر (۳)    | فرانسه   | آرسنال          | [ ۲۸ ] |
| ۰۵–۲۰۰۴   | ژوزه مورینیو     | پرتغال   | چلسی            | [ ۲۹ ] |
| ۰۶–۲۰۰۵   | ژوزه مورینیو (۲) | پرتغال   | چلسی            | [ ۲۹ ] |
| ۰۷–۲۰۰۶   | الکس فرگوسن (۷)  | اسکاتلند | منچستر یونایتد  | [ ۲۶ ] |
| ۰۸–۲۰۰۷   | الکس فرگوسن (۸)  | اسکاتلند | منچستر یونایتد  | [ ۲۶ ] |
| ۰۹–۲۰۰۸   | الکس فرگوسن (۹)  | اسکاتلند | منچستر یونایتد  | [ ۲۶ ] |
| ۱۰–۲۰۰۹   | هری ردنپ         | انگلستان | تاتنهام هاتسپر  | [ ۳۰ ] |
| ۱۱–۲۰۱۰   | الکس فرگوسن (۱۰) | اسکاتلند | منچستر یونایتد  | [ ۲۶ ] |
| ۱۲–۲۰۱۱   | آلن پاردیو       | انگلستان | نیوکاسل یونایتد | [ ۳۱ ] |
| ۱۳–۲۰۱۲   | الکس فرگوسن (۱۱) | اسکاتلند | منچستر یونایتد  | [ ۲۶ ] |
| ۱۴–۲۰۱۳   | تونی پولیس       | ولز      | کریستال پالاس   | [ ۳۲ ] |
| ۱۵–۲۰۱۴   | ژوزه مورینیو (۳) | پرتغال   | چلسی            | [ ۲۹ ] |
| ۱۶–۲۰۱۵   | کلودیو رانیری    | ایتالیا  | لستر سیتی       | [ ۳۳ ] |
| ۱۷–۲۰۱۶   | آنتونیو کونته    | ایتالیا  | چلسی            | [ ۳۴ ] |
| ۱۸–۲۰۱۷   | پپ گواردیولا     | اسپانیا  | منچستر سیتی     | [ ۳۵ ] |
| ۱۹–۲۰۱۸   | پپ گواردیولا     | اسپانیا  | منچستر سیتی     | [ ۳۶ ] |
| ۲۰–۲۰۱۹   | یورگن کلوپ       | آلمان    | لیورپول         | [ ۳۷ ] |
| ۲۱–۲۰۲۰   | پپ گواردیولا (۳) | اسپانیا  | منچستر سیتی     | [ ۳۸ ] |
| ۲۲–۲۰۲۱   | یورگن کلوپ (۲)   | آلمان    | لیورپول         |        |
| ۲۳–۲۰۲۲   | پپ گواردیولا (۴) | اسپانیا  | منچستر سیتی     |        |
| ۲۴–۲۰۲۳   | پپ گواردیولا (۵) | اسپانیا  | منچستر سیتی     |        |
| ۲۵–۲۰۲۴   | آرنه اسلوت       | هلند     | لیورپول         |        |

## جوایز برنده‌شده بر پایه ملیت

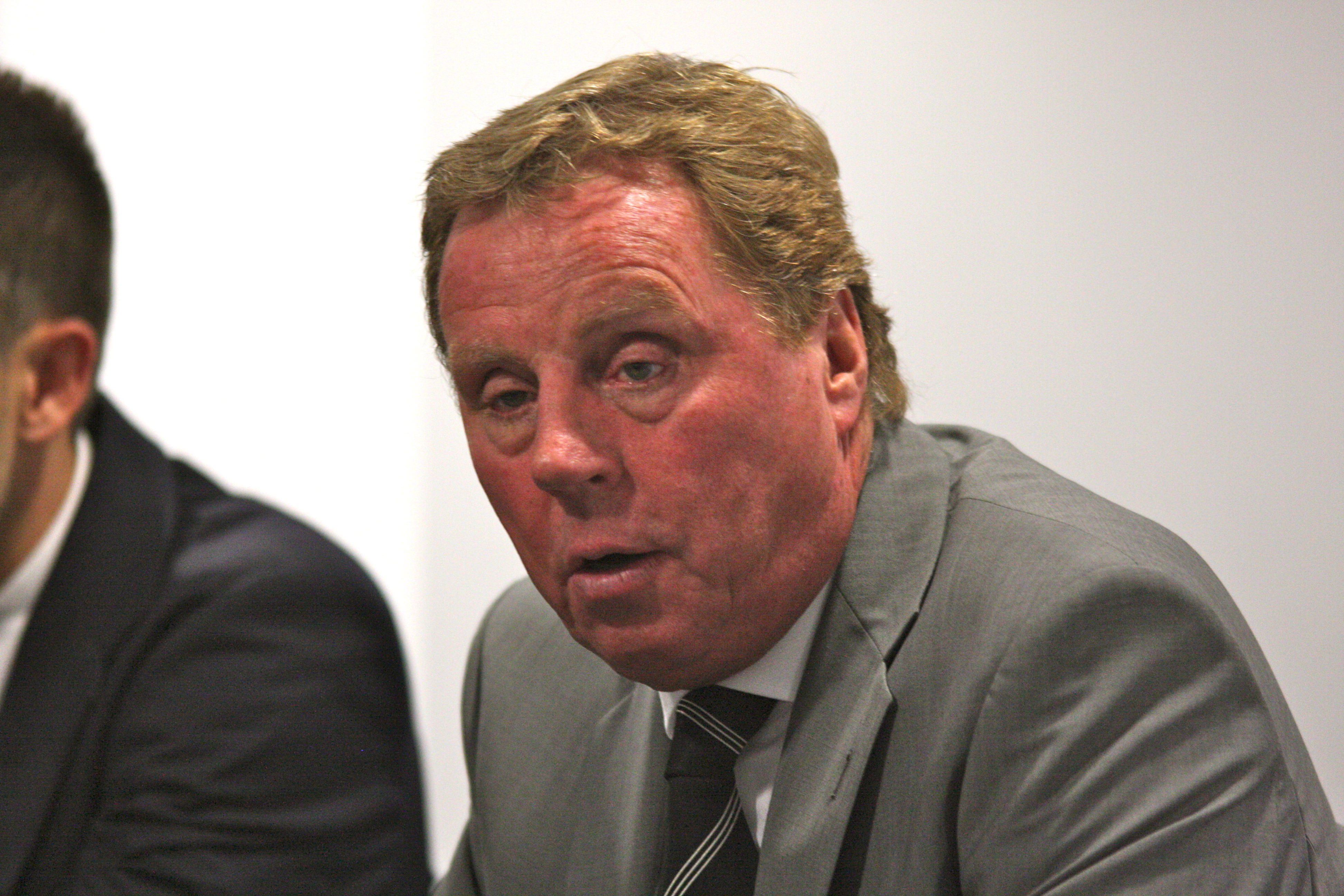
هری ردنپ اولین مربی انگلیسی بود که این جایزه را دریافت کرد.

| کشور     | تعداد عنوان‌ها |
| -------- | ------------- |
| اسکاتلند | ۱۳            |
| اسپانیا  | ۵             |
| فرانسه   | ۳             |
| پرتغال   | ۳             |
| انگلستان | ۲             |
| ایتالیا  | ۲             |
| آلمان    | ۲             |
| ولز      | ۱             |
| هلند     | ۱             |

## جوایز برنده‌شده بر پایه باشگاه
| باشگاه          | تعداد عنوان‌ها |
| --------------- | ------------- |
| منچستر یونایتد  | ۱۱            |
| منچستر سیتی     | ۵             |
| چلسی            | ۴             |
| آرسنال          | ۳             |
| لیورپول         | ۳             |
| بلکبرن روورز    | ۱             |
| کریستال پالاس   | ۱             |
| ایپسویچ تاون    | ۱             |
| لستر سیتی       | ۱             |
| نیوکاسل یونایتد | ۱             |
| تاتنهام هاتسپر  | ۱             |